# Grytviken
Grytviken (ze slov gryte – hrnec, či kotel k získávání a škvaření tuleního či velrybího tuku; vik – záliv, ve významu „záliv kotlů“) je největším sídlem britského zámořského území Jižní Georgie a Jižní Sandwichovy ostrovy. Název byl poprvé použit v roce 1902 při švédské antarktické expedici J. G. Anderssona, poté, co expedice nalezla na místě staré anglické kotle užívané k získávání oleje z ploutvonožců.
Grytviken je přístav rozkládající se v zátokách King Edward Cove a Cumberland East Bay. V blízkosti Grytvikenu se nachází několik vhodných pozemků pro stavby domů či bytů, a také zdroje pitné vody. Město je často chybně označováno za hlavní město celého zámořského území, tím je však King Edward Point ležící ve stejné zátoce.

## Historie
Grytviken byl založen 16. listopadu 1904 norským námořním kapitánem Carlem Antonem Larsenem pro Compañía Argentina de Pesca (argentinská rybolovní společnost). V první sezóně se podařilo ulovit 195 velryb. Loveni byli také tuleni. Během rozkvětu velrybářské stanice Grytviken zde pracovalo přes 300 lidí v době jižního léta – od října do března. Několik lidí zůstávalo ve městě i přes zimu, aby udržovali domy a továrny. V následujících letech zde argentinská vláda založila meteorologickou stanici.
Během falklandské války byl 3. dubna 1982 Grytviken obsazen argentinskými vojáky, ovšem 25. dubna 1982 ho opět získali Britové.
V současnosti je Grytviken velmi populární zastávkou pro cestující, kteří míří na Antarktidu. Lidé vesměs navštěvují South Georgia Museum, staré továrny, kostel nebo hrob mořeplavce Ernesta Shackletona.
Grytvikenský kostel si stále zachovává svůj původní účel – došlo zde k několika sňatkům. Poslední byl uzavřen 19. února 2006.

## Klima
Klima ve městě je typické pro subpolární pás. Nejvyšší průměrná teplota dosáhne v únoru téměř 10 °C, v červenci se denní teploty drží naopak těsně nad nulou a noční průměrné teploty klesá pod -5 °C. Ostrovy jsou poměrně humidní, roční úhrn srážek činí více než 1000 mm. Vítr zde dosahuje rychlosti pouze 4 m/s, město je tedy relativně přijatelným místem k životu v této jinak nehostinné oblasti.

## Zajímavosti
- Kostel a velrybářská stanice se objevily v oscarovém filmu z roku 2006 Happy Feet.

## Fotogalerie

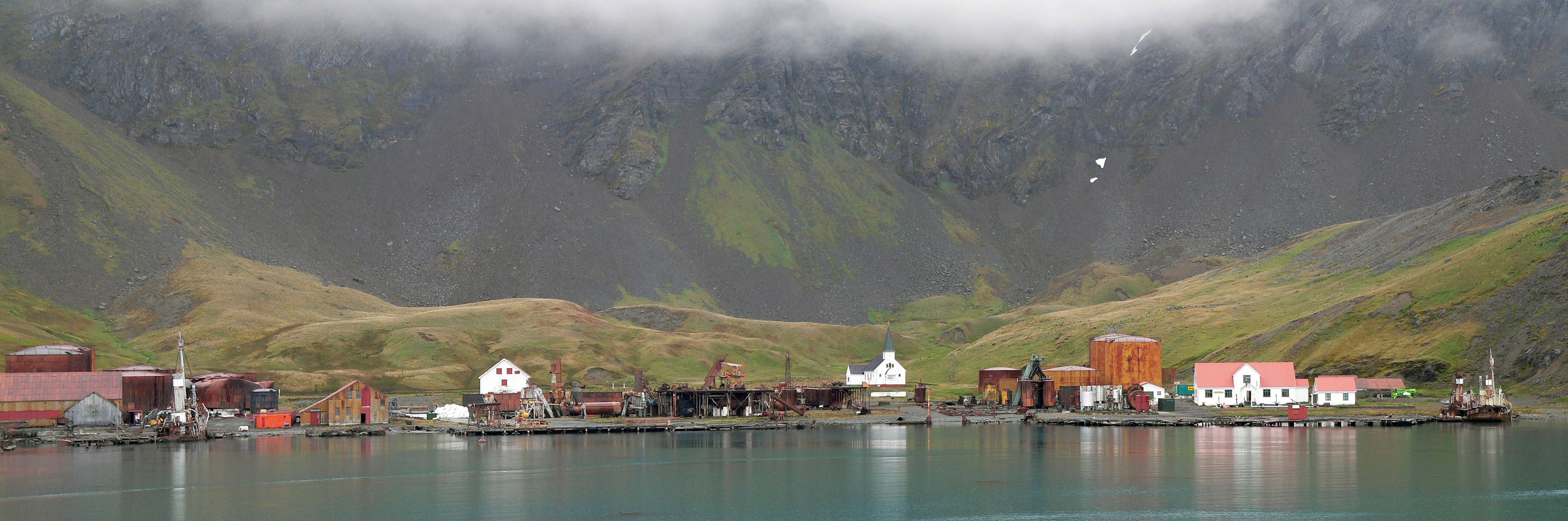
Panoramatický snímek Grytvikenu

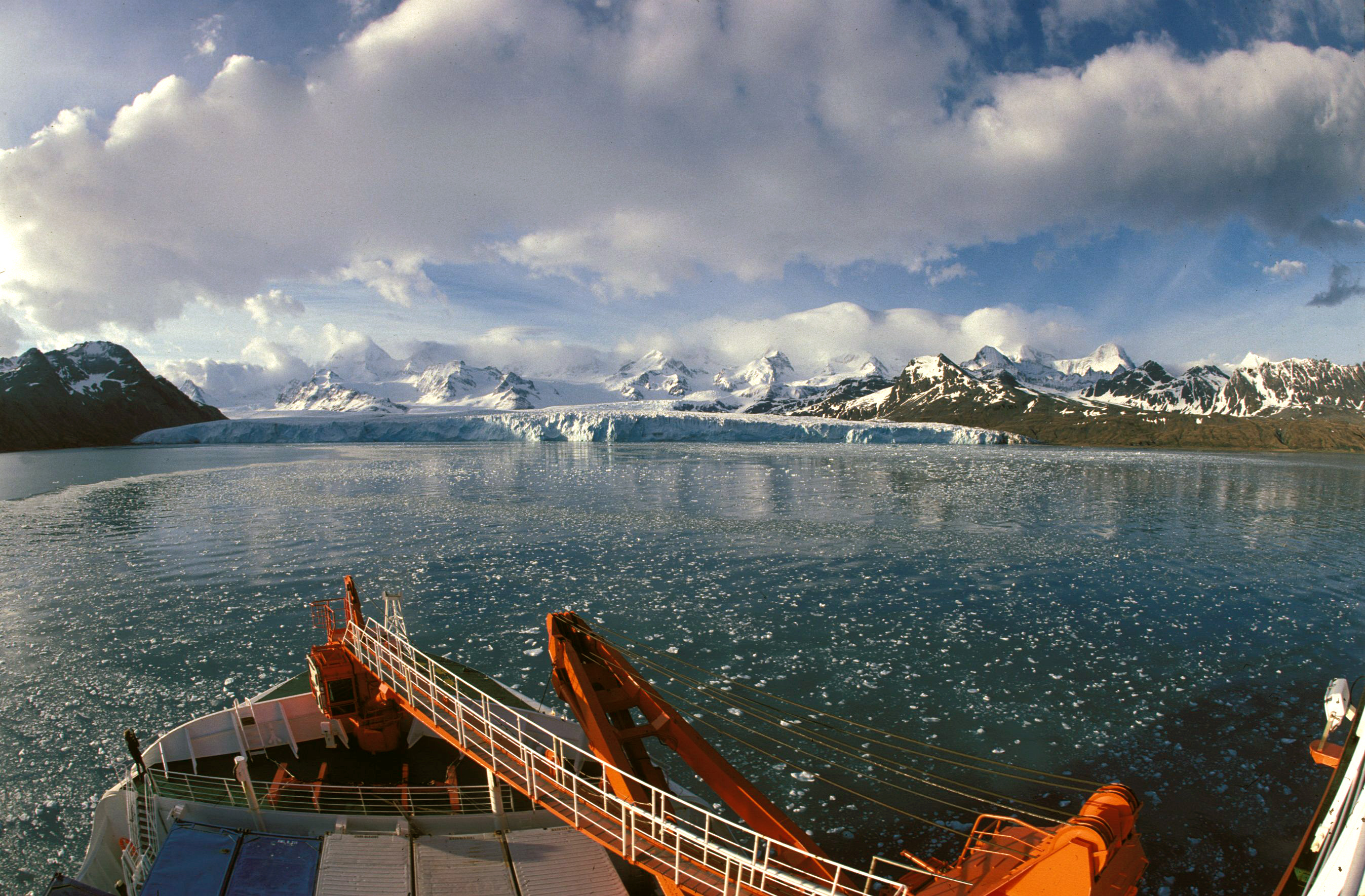
Ledovec poblíž Grytvikenu
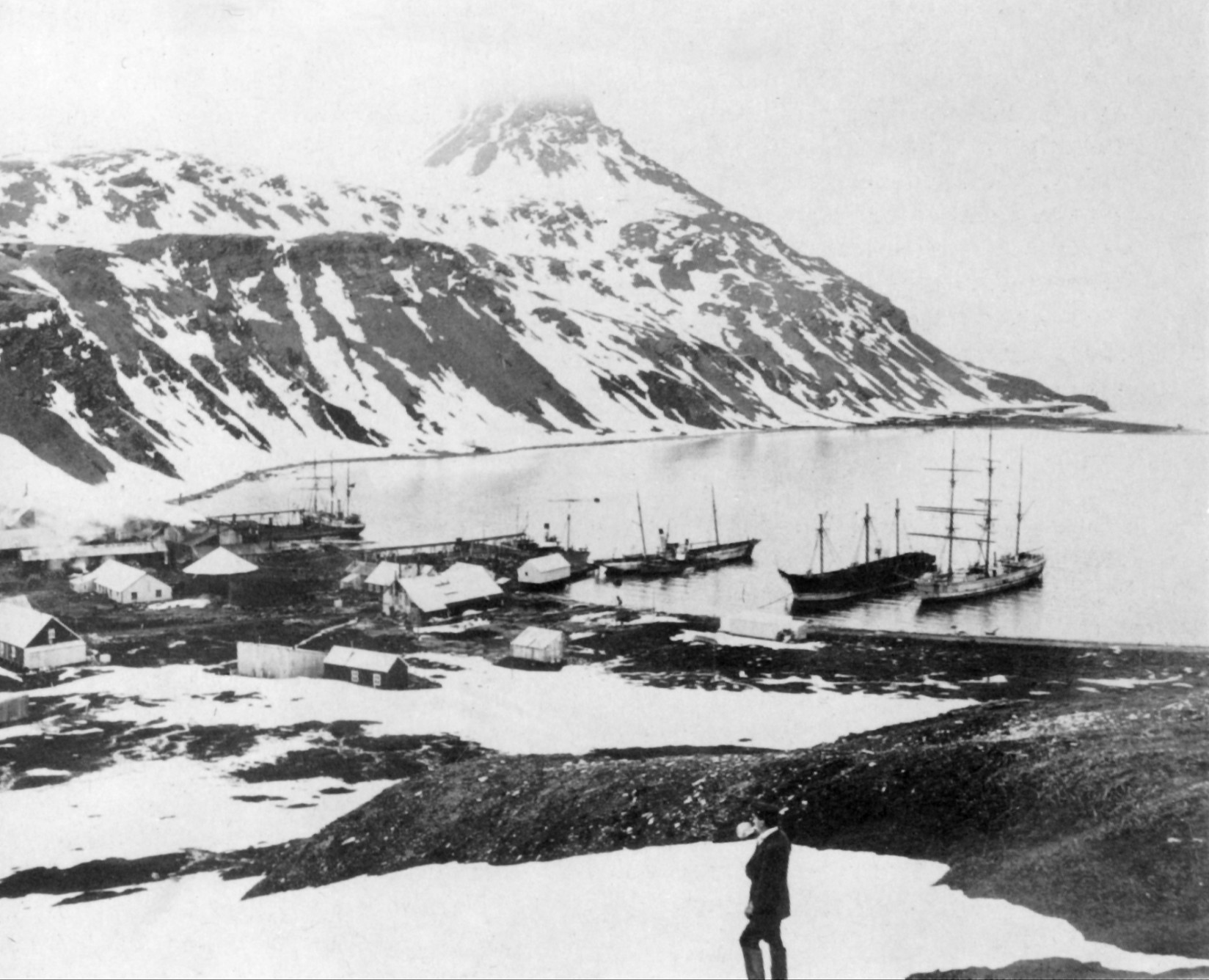
Grytviken v roce 1914
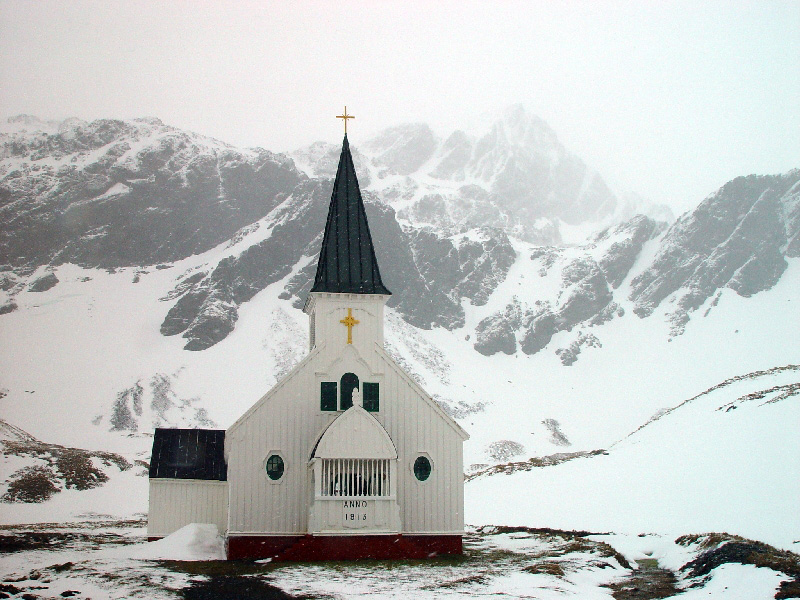
Kostel v Grytvikenu